# Тарнобжег
Тарнобжег (пољ. Tarnobrzeg) град је у Пољској, у Војводству поткарпатском са око 48.000 становника (2010. године).

## Демографија
| 2012.  |
| ------ |
| 48.558 |

## Партнерски градови
- Банска Бистрица
- Чернигов